# أرنولد كينت
أرنولد كينت (بالإنجليزية: Arnold Kent) هو ممثل أمريكي (وحمل سابقاً جنسية مملكة إيطاليا)، ولد في 21 يناير 1899 في إيطاليا، وتوفي في 29 سبتمبر 1928 بهوليوود في الولايات المتحدة بسبب حادث مرور.

## وصلات خارجية
- أرنولد كينت على موقع IMDb (الإنجليزية)
- أرنولد كينت على موقع ألو سيني (الفرنسية)
- أرنولد كينت على موقع أول موفي (الإنجليزية)
- أرنولد كينت على موقع قاعدة بيانات الفيلم (الإنجليزية)
- أرنولد كينت على موقع كينوبويسك (الروسية)